# Annamanna Orsós
Annamanna Orsós (névváltozat: Orsós Anna-manna; Pécs, 1972. március 4. –) magyar beás cigány családból származó tanítónő, írónő, költő, festő.
Bódulok, feledem bánatom
Versbe fonom magányom

Fogok egy papírost
Leírom titkolt panaszom

Betakar szomorú sorsom
Üvöltöm fekete fájdalmam...

 Annamanna Orsós

## Életút
1972-ben született egy háromgyerekes beás cigány család középső gyermekeként. Az általános iskolát Pécsen az Uránvárosi Bánki Donát általános iskolában végezte el, Pécsváradon baromfihús-feldolgozó szakmát tanult.
Továbbtanulási szándékában nagy hatással voltak rá a szülei, akikre nem akart hasonlítani (3 és 5 elemi) és a nővére, aki már előtte jelentkezett a Pécsi Dolgozók Önálló Gimnáziumába. Felvételt nyert esti tagozatra, és különbözeti vizsgával utolérte az egy évvel idősebb nővérét.
A szakmunkás tanulmányai végén ismerte meg két gyermeke apját, akivel megkezdte a házasságát és gyermekeik nevelését, nagyon nehéz körülmények között. Nemsokára munkát talált a Pécsi Bőrgyárban a cseres műhelyben, hasító gépen és stuccolóként.
Elvégezte a Roma Média Gyakornoki Programot, de mivel nem tudtak anyagi fedezetet biztosítani és nem volt igazi támogatójuk, ott kellett hagynia a Roma Sajtóközpontot. A Dunántúli Naplóban jelent meg egy pár írása. Tovább tanult a veszprémi Államigazgatási Főiskola igazgatásszervezői szak levelező tagozatán. Nagyon nagy erőfeszítést tett a férjével együtt, hogy kicsit kimozduljanak a generációs szegénységből.
2000-ben Kanadába költöztek. (Mese ország a tengerentúlon, Gyarmati család tv2 napló, 2003, – riportfilm.) Kanadában kezdett el rajzolni és festeni, és itt született 2003-ban második lánya Catherine. Megtanult angolul.
2004 márciusában visszajöttek Magyarországra, négyórás postai kézbesítő lett Mánfán, ahol vettek egy családi házat a Kanadában megdolgozott pénzükből. Mánfán már nyoma sem volt a diszkriminációnak. Ebben az 1000 fős településben megtalálták az otthont, de a banki hitelek miatt újra útnak indultak. 2009-ben Angliába költöztek, azóta is ott élnek és törlesztik a banki hiteleket, amelyeket kénytelenek voltak felvenni, hogy lakhatóvá tegyék a mánfai házukat.
Pár évig Angliában élt a férjével és két lányával már kiegyensúlyozott körülmények között. Mind a hárman dolgoztak, a kisebb lány muszlim iskolába járt. Orsós Anna olyan angol iskolákban dolgozik, mint tanársegéd és tolmács, ahol sok magyar és muszlim gyerek tanul. Szeret gyerekekkel foglalkozni. Orsós Annamanna Yorkshire-ben sokat segít sorstársai helyzetén. A Yorkshire-i angol és magyar nyelvű Üdvözlőkönyvét a helyi iskola adta közre nyomtatásban, elsősorban az ide érkező magyar cigány anyák és gyermekek részére. A könyv egy fontos dokumentum arról, mit kell tudni és hogyan kell viselkedni egy idegen országban azoknak, akiket befogadtak.
Jelenleg már újra itthon él családjával együtt, és viseli a magyarországi rasszizmus terheit. Érzéseinek verseiben ad hangot, legutóbbi megrendítő, és az egész magyarországi cigány kisebbséget (is) érintő költeménye „Identitásválság” címen olvasható a wikikönyvekben.
2017 áprilisában a családon belüli erőszak témájában szerkesztett dokumentumot töltött fel a Napvilág íróklub honlapjára, a riportot, pontosabban a dokumentumot a wikiforrásokban is megjelentettük.

## Kötetei
1. Megtört hangok : bánat-özön : versek / Orsós Anna-manna. Készült a Szociális és Munkaügyi Minisztérium és a Magyarországi Cigányokért Közalapítvány támogatásával. Pécs : Bornus Nyomda, [2008 körül] 77 p. ill. részben színes ISBN 978-963-87278-6-2
Első könyve. Versei nagyon nehéz témákat említenek, aki beleolvas észreveszi, hogy nem profi író, és nem tanult versírást. Ennek ellenére reméli, az írásaival üzenetet tud közvetíteni a jelen és a jövő gyermekeinek. Verseiben a családon belüli erőszak, az esélytelenség, a szegénység, a fizikai erőszak, a bántalmazás, a lelki terror, a pici remény és a küzdeni akarás tárházat találja majd meg az olvasó.
Versei a saját maga számára is félelmetes őszinteséggel tárják fel a gyötrelmes múltat. Traumákkal és boldogtalansággal küzdött, ami elviselhetetlenné tette az életét, és a körülötte élők mindennapjait. Sorstársainak szeretne lelki erőt adni, hogy az önmarcangolást, a szégyent és a hallgatást váltsa fel a boldogabb élet reménye, és hogy előbbre léphessenek a múltjuk sérelmeiből.
2. Állatmesék / Orsós Anna-manna. Készült a Magyarországi Nemzeti és Etnikai Kisebbségekért Közalapítvány támogatásával. Mánfa, 2010. 25 p. ill., színes ISBN 978-963-08-0612-1
Izgalmas, humoros, szomorú, borzongató és gyakran elgondolkodtató, tanulsággal teli történetekkel találkozhatnak e kötet olvasói. A szerző kulcsfontosságúnak érzi a mesék és az olvasás szerepét a gyermekek életében.
Mesehősei különféle állatok, akiket segítségül hívott, hogy a hétköznapi élet gyarló és nehéz döntéseit, és annak következményeit együtt ismertessék meg a mesekedvelőkkel.

## Kanada
2000-ben Kanadába költözött. Kanadában kezdett el rajzolni és festeni és itt született 2003-ban második lánya is, itt tanult meg angolul beszélni. A Kanadában megélt napok, küzdelmek pillanatait egy 2 méter hosszú és 1 méter széles akril festményen 2013 április 8-án, a Nemzetközi Roma Nap alkalmából először az Irodalmi Centrifuga olvasóival osztotta meg.

## Galéria

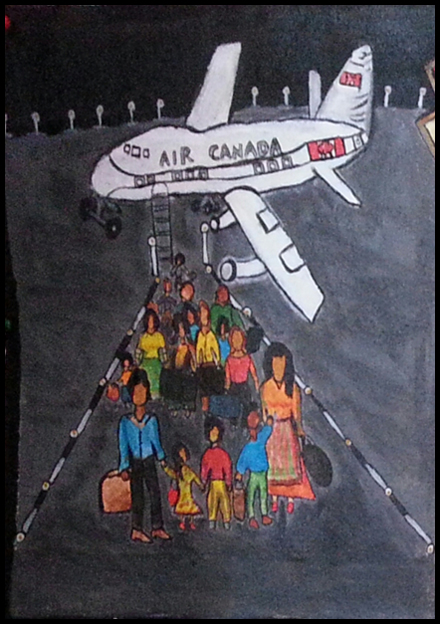
Annamanna Orsós: A remény földjén
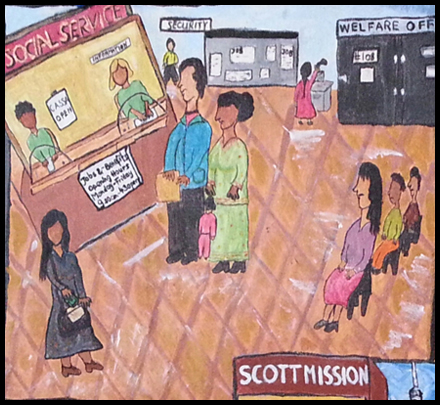
Annamanna Orsós: A jólét szociális hálójában
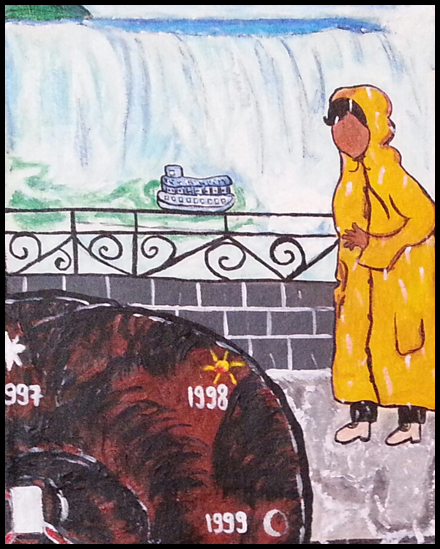
Annamanna Orsós: Niagara-vízesés
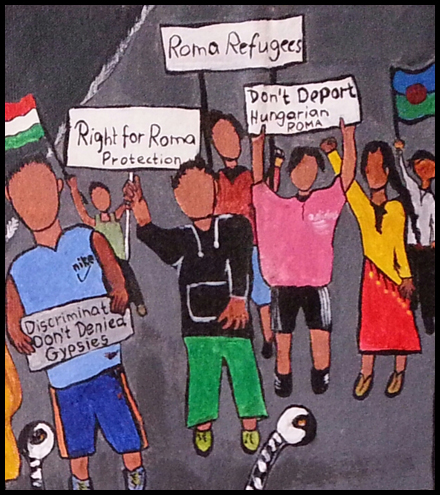
Annamanna Orsós: Tüntetés
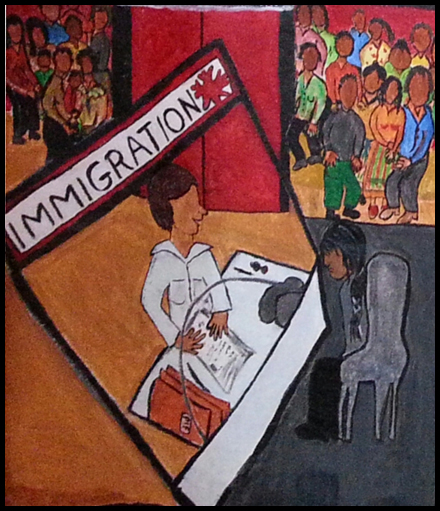
Annamanna Orsós: Kihallgatás
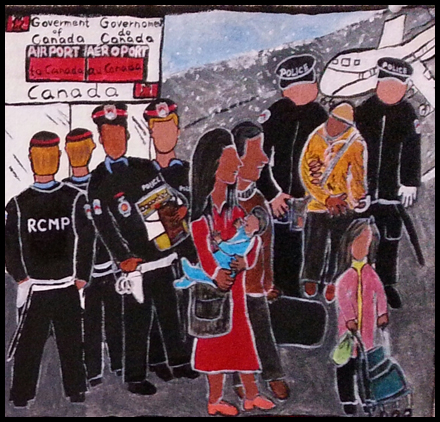
Annamanna Orsós: Kitoloncolás
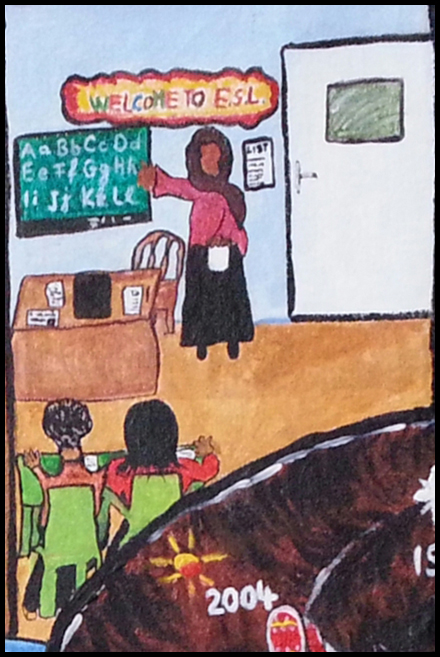
Annamanna Orsós: A kötelező angol nyelvtanulás
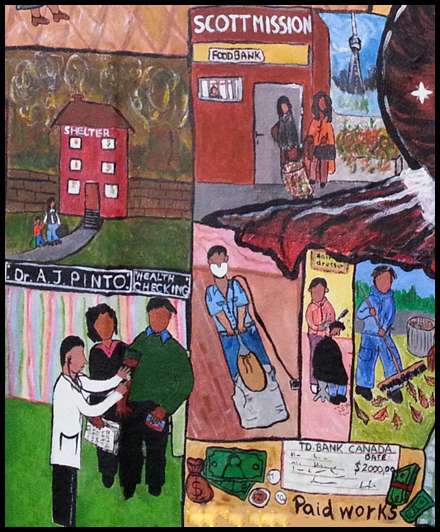
Annamanna Orsós: Menedék , Ételbank, Emigrációs orvos, munkáért jó bér
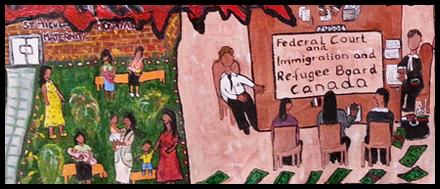
Annamanna Orsós: Anyaság, A tárgyalás
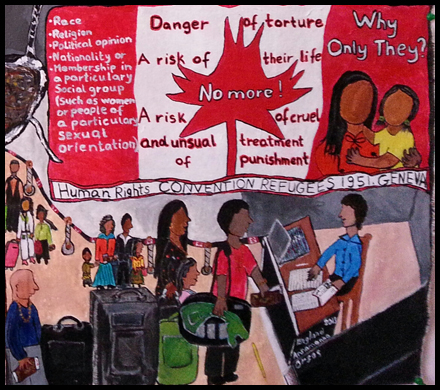
Annamanna Orsós: Egyenlő jogok, Hova visz az út?
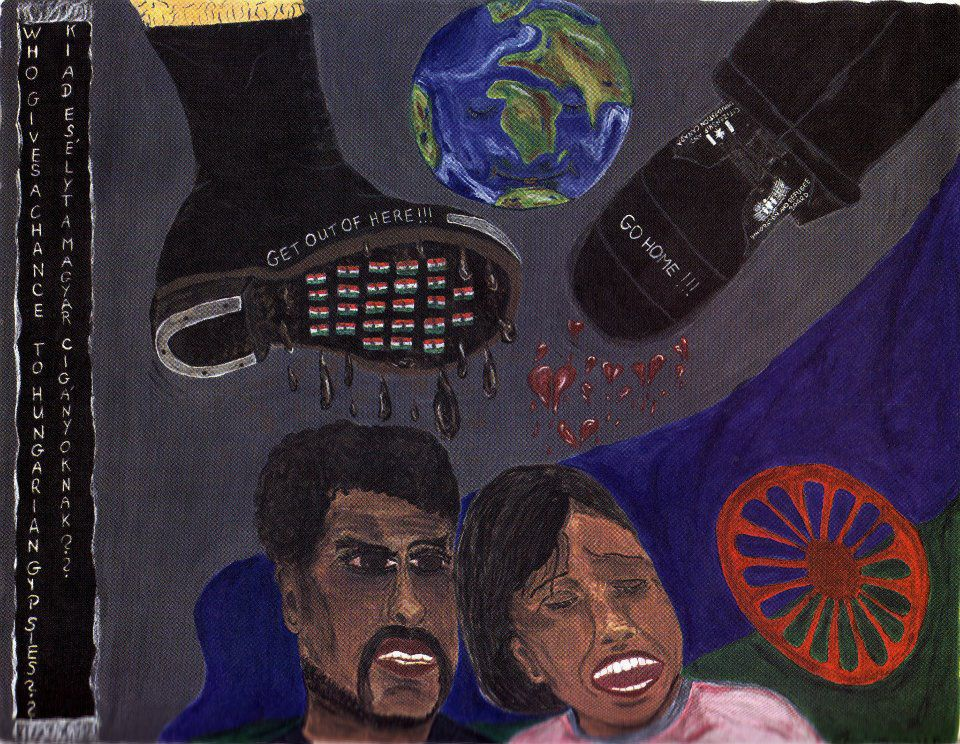
Annamanna Orsós: Kitaszított : Ki ad esélyt a magyar cigányoknak?
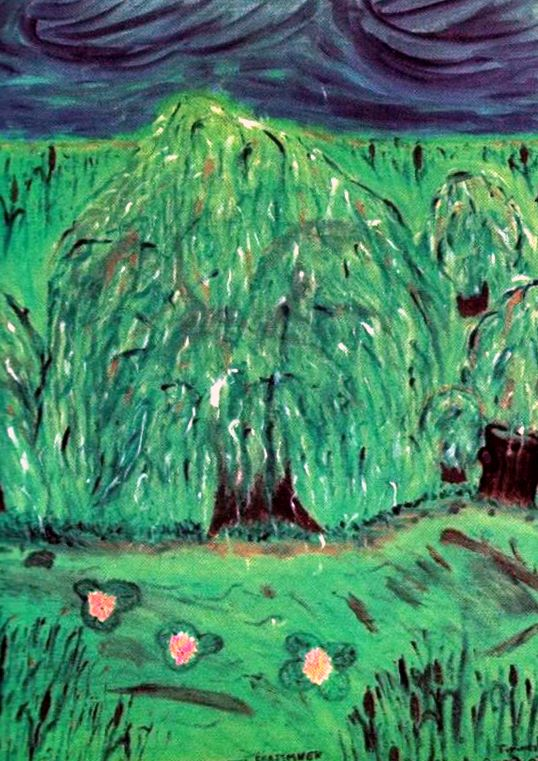
Annamanna Orsós: Szomorú fűzfák
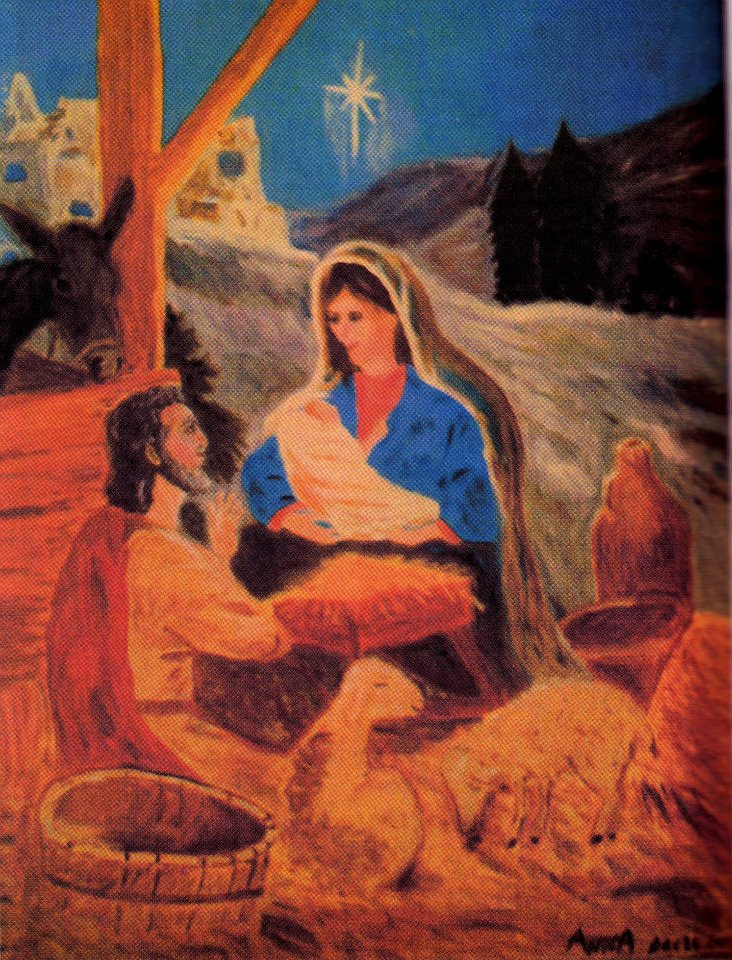
Annamanna Orsós: Jézus születése
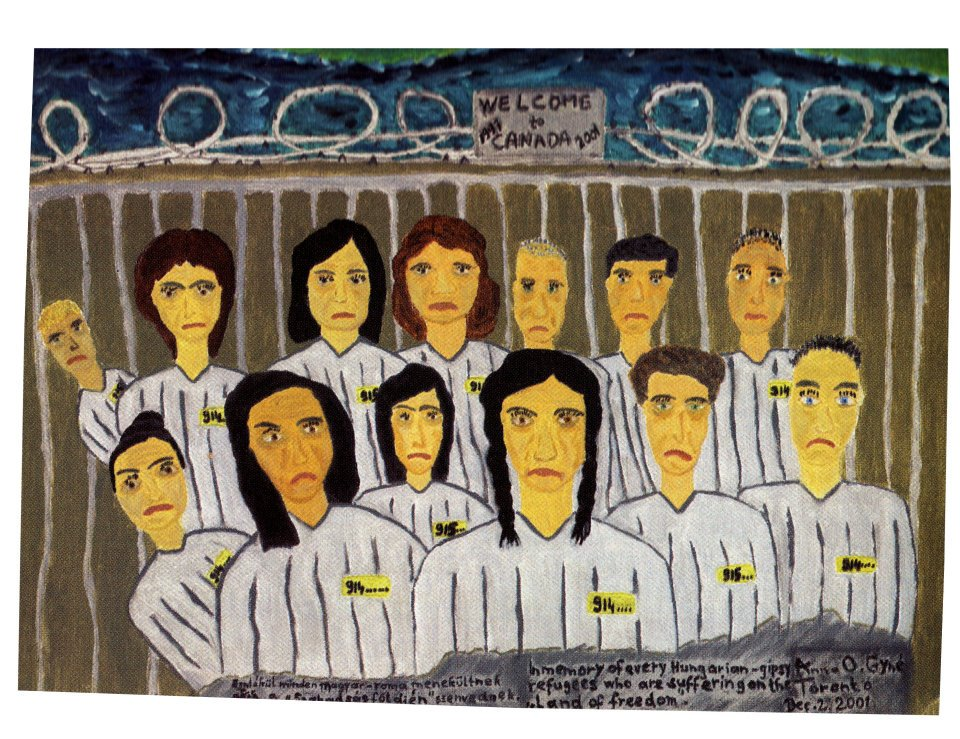
Annamanna Orsós: Rab sorson
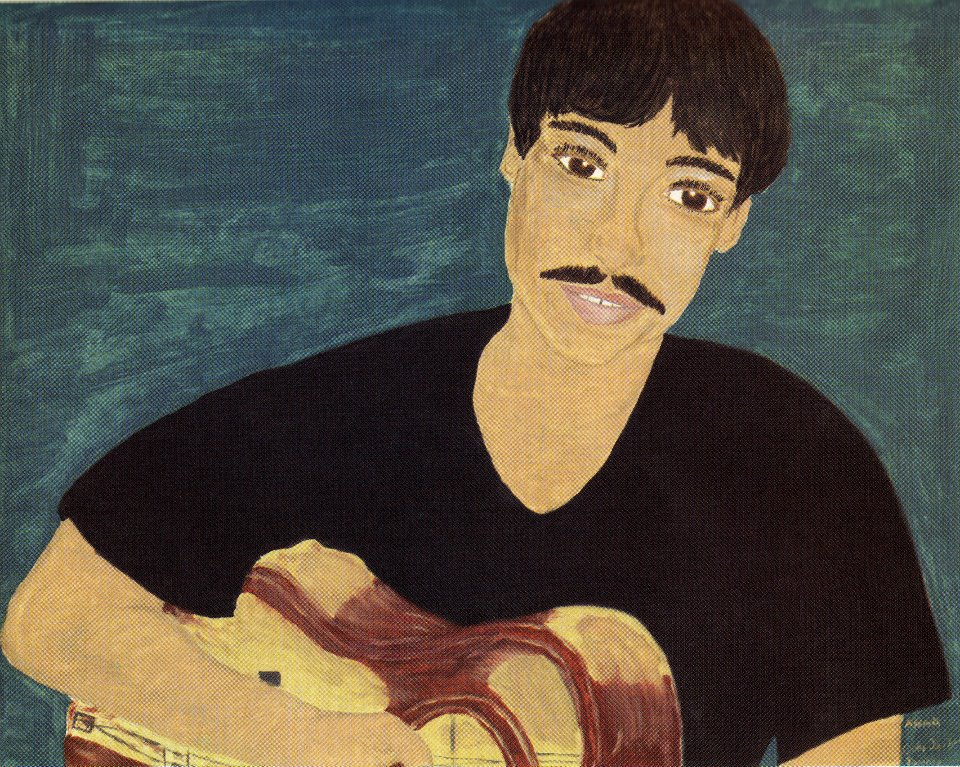
Annamanna Orsós: Cigányzenész
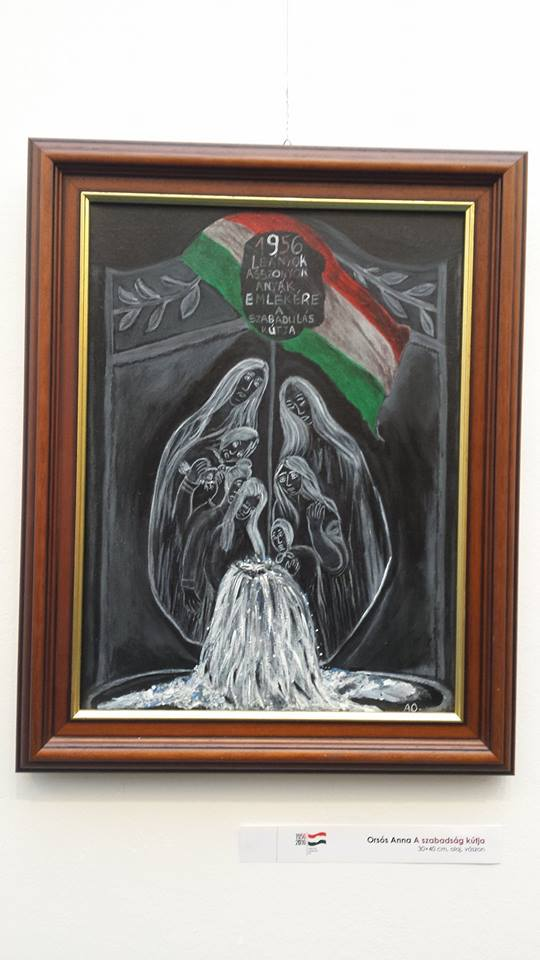
Annamanna Orsós: A szabadulas kutja
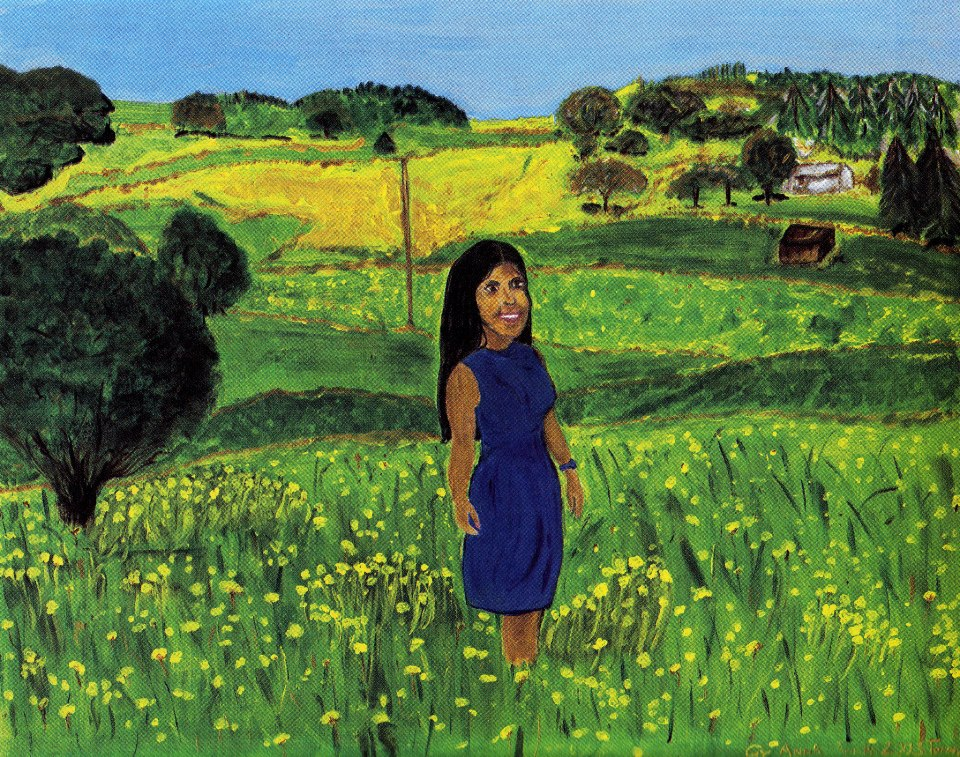
Annamanna Orsós: Cigánylány a mezőn
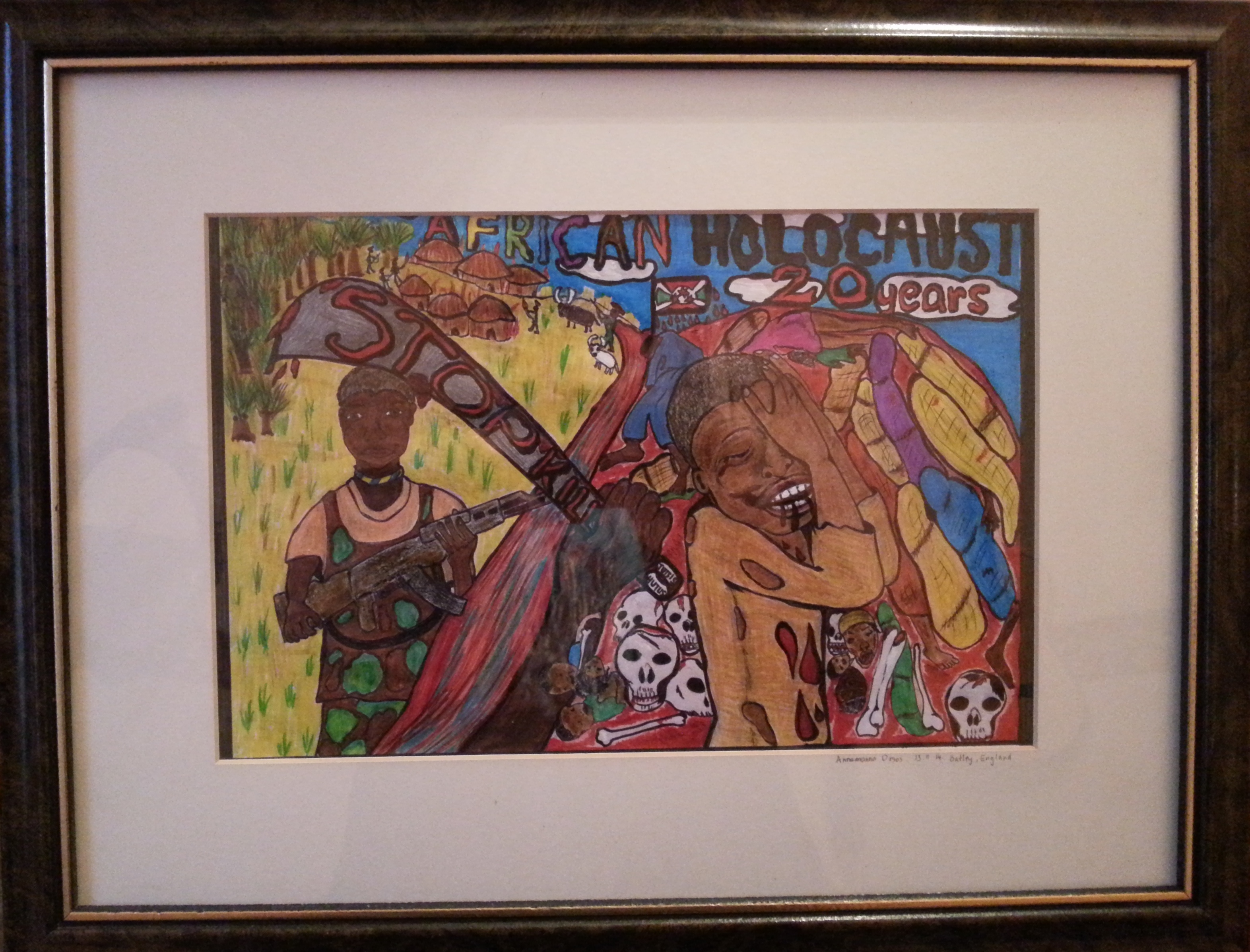
Annamanna Orsós: Afrikai holokauszt
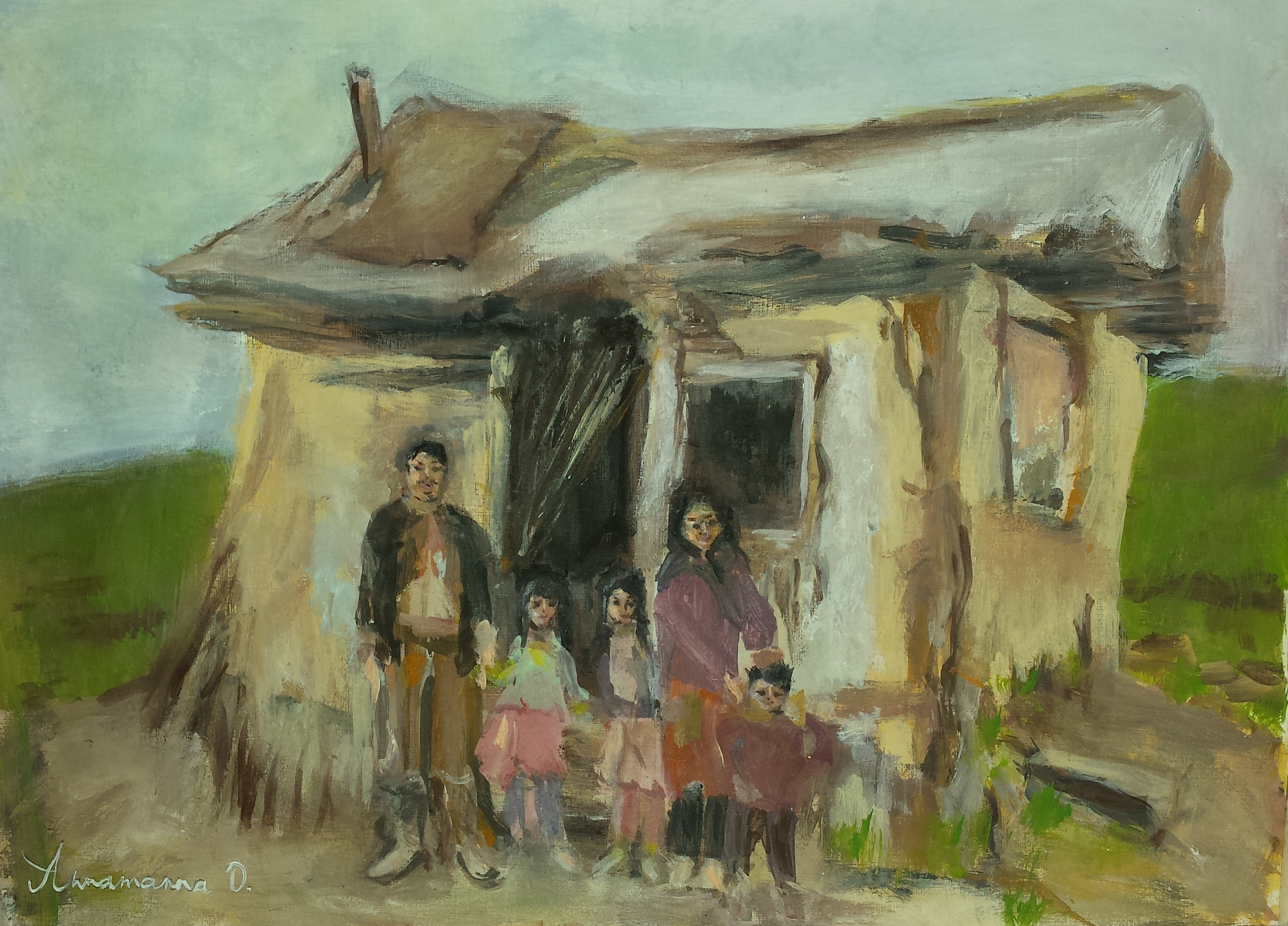
Annamanna Orsós: Cigányputri
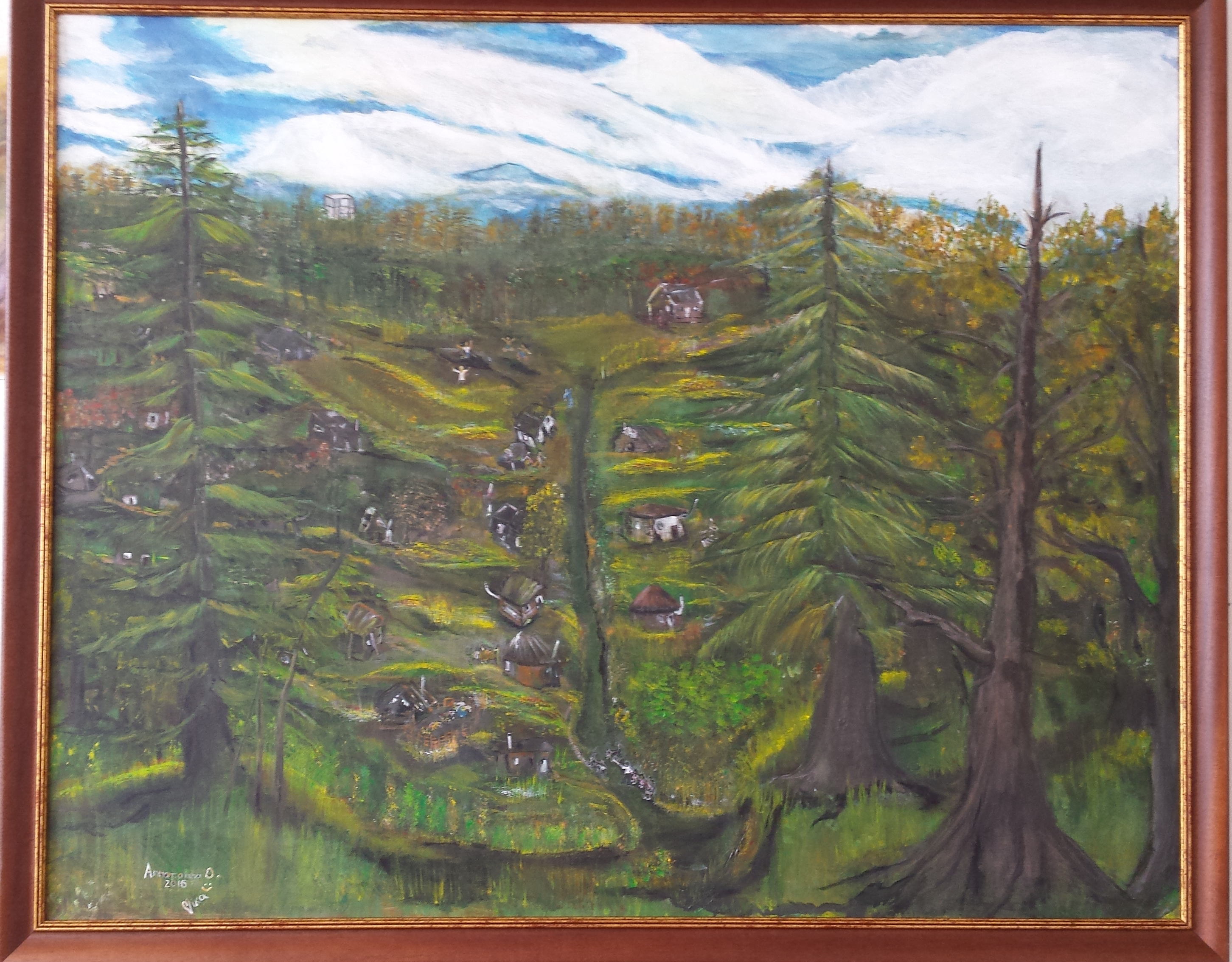
Annamanna Orsós: Az elfeledett cigánytelep
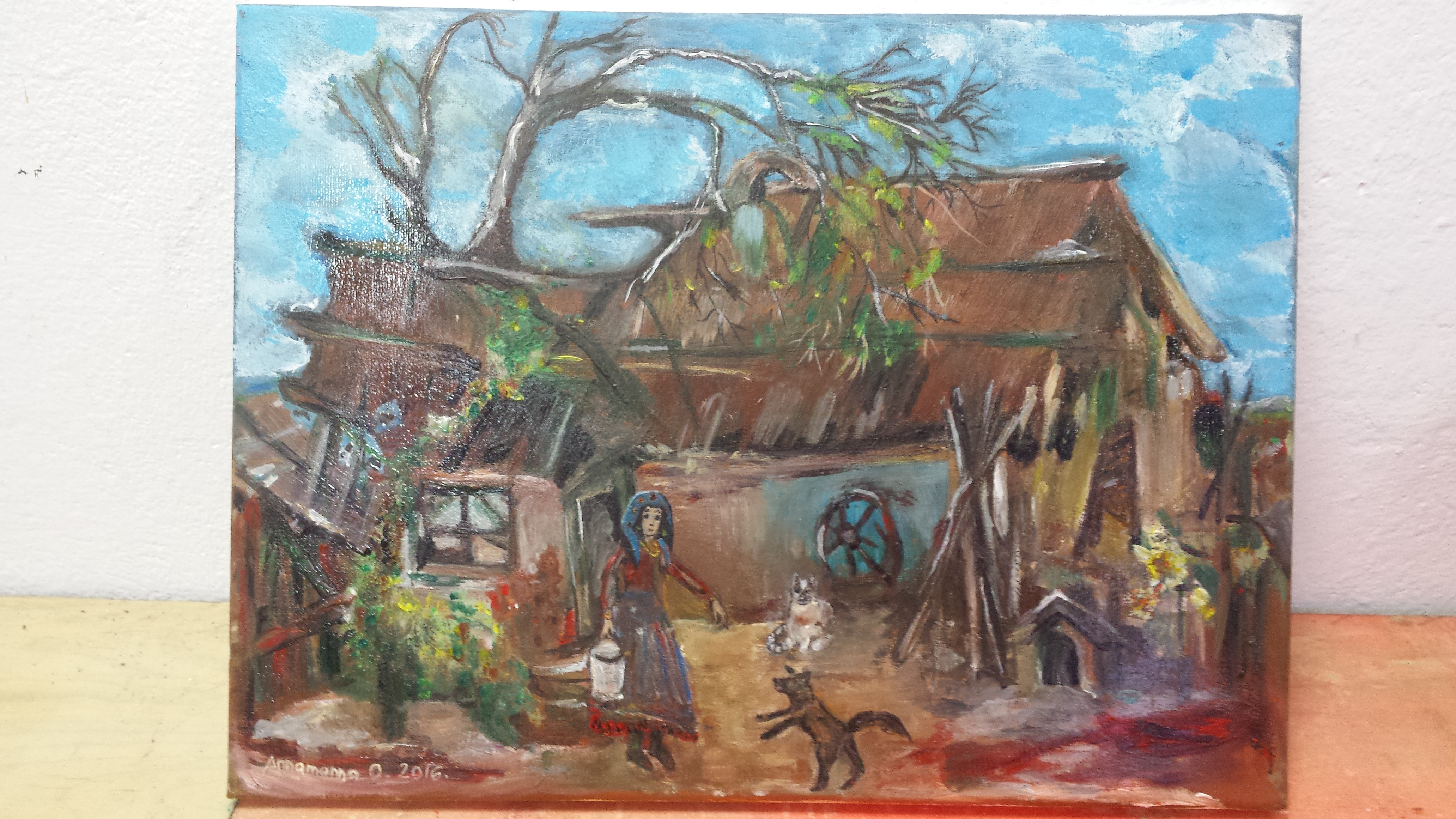
Annamanna Orsós: Bodri Magántulajdonban
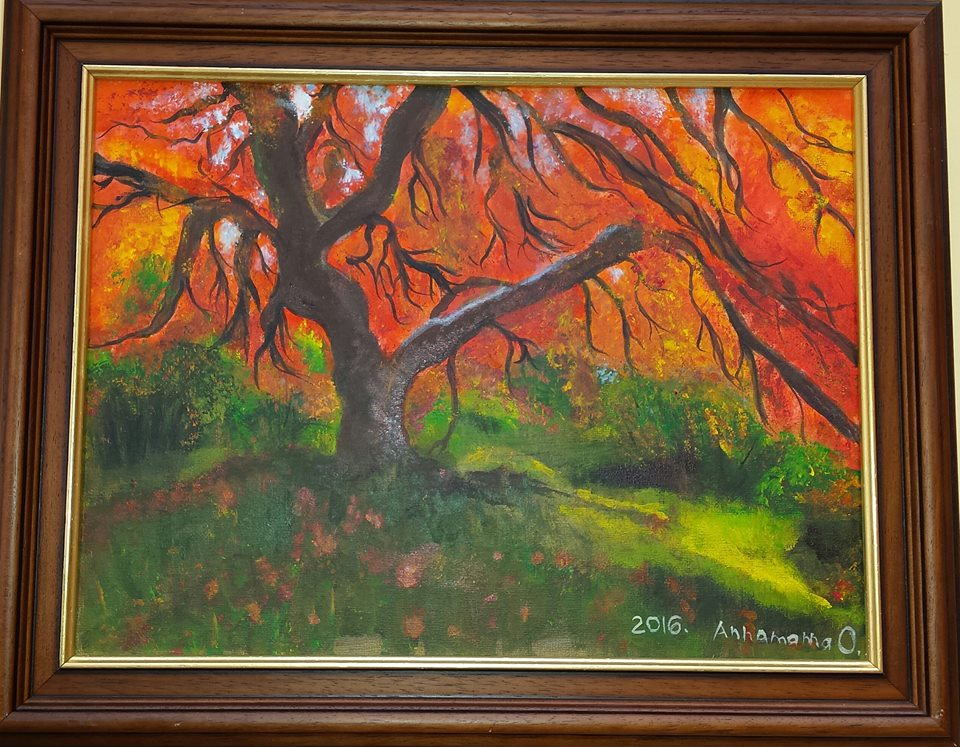
Annamanna Orsós: Ősz magantulajdonban